# Horst Ademeit (Künstler)
Horst Ademeit (* 9. September 1937 in Köln; † 1. Juli 2010 in Düsseldorf) war ein deutscher Künstler.
Mit Polaroidkameras, analoger und digitaler Fotografie dokumentierte er vierzig Jahre lang seine unmittelbare Umgebung, die er von Kältestrahlen beeinflusst sah. 2008 wurde sein umfangreiches Werk, bestehend aus mehreren tausend Fotografien, Messgeräten und handschriftlichen Notizen, entdeckt und erstmals ausgestellt.

## Leben
Nach einer Lehre zum Maler und Anstreicher war Horst Ademeit Anfang der 1960er Jahre zunächst als Feinmechaniker tätig. 1964 begann er ein Textildesignstudium an der Werkkunstschule in Köln, das er 1970 erfolgreich abschloss. Noch im gleichen Jahr schrieb er sich kurzzeitig an der Kunstakademie Düsseldorf ein und wurde der Klasse von Joseph Beuys zugeteilt. Seine ersten dokumentarischen Fotos entstanden Mitte der 1970er Jahre.
Seit den 1970er Jahren bis zu seinem Tod widmete sich Ademeit in Düsseldorf-Flingern der ausführlichen fotografischen Dokumentation von Kältestrahlen. Er starb 2010 im Alter von 72 Jahren.

## Werk
Die letzten vierzig Jahre seines Lebens dokumentierte und protokollierte der Künstler Horst Ademeit den schädlichen Einfluss der Kältestrahlen auf sich und sein Umfeld. Mit Hilfe der Polaroidfotografie, analogen und digitalen Fotografien sicherte er das Material seiner täglichen Beobachtungen. Auf den weißen Rahmen der Polaroids oder separaten Textblättern ergänzte Ademeit das Bild in winziger Handschrift um die Beschreibung von Gerüchen, Geräuschen und einer subjektiven Einschätzung der sichtbaren Szenerie. Häufig wurden auch der genaue Aufnahmezeitpunkt und die zeitliche Dauer der aufgezeichneten Situation akribisch vermerkt. Dabei vermischen sich auf der Textebene persönliche Anmerkungen über das unmittelbar Beobachtete mit Zeitungs- oder Radiomeldungen zum aktuellen, politischen Geschehen.
Um die fortwährende Belastung durch die Kältestrahlen exakter erfassen zu können, setzte Ademeit zudem ein Arsenal an Messinstrumenten (Geigerzähler, Thermometer, Luxmeter etc.) ein und entwickelte eigene Methoden, wie die Messung der Ausdehnung eines Spaltes in der Platte seines Holztisches, zur Bestimmung von Temperaturschwankung.
Detaillierte Notizen seiner täglichen Beobachtungen finden sich auch in zahlreichen Leporellos und auf separaten Textseiten. In einer kaum leserlichen Miniaturschrift protokollieren sie die bedrohlichen Einflüsse, denen er sich ausgesetzt fühlte.
Neben den fotografischen und schriftlichen Zeugnissen drechselte Ademeit hunderte Kügelchen aus verschiedensten Hölzern, welche ihm, am eigenen Körper platziert, zur Abwehr der Kältestrählen dienten. Dabei entschied sich Ademeit je nach errechnetem Messwert für bestimmte Materialien und Kügelchen.
Thematisch lassen sich die Polaroids zwei verschiedenen Werkgruppen zuordnen: 
Die Oberservationsbilder dokumentieren die Wirkungskraft der bedrohlichen Macht in seiner unmittelbaren Lebensumgebung. Sie zeigen Baustellenarbeiten, stehen gelassene Fahrräder, Ansammlungen von Abfällen, Ölflecken und die Schimmelbildung des Brotes. Und sie protokollieren das Verhalten der Spinnen und Fruchtfliegen in seiner Wohnung, der Schildkröten und Schwalben im Garten. Festgehalten wurde beispielsweise, ob die Spinnen durch den schnellen Wechsel von einer Zimmerecke in die andere eine auffällige Aktivität aufweisen und ob die Schildkröten des Nachbarn das neue Heim im Garten für sich annehmen können.
Auch das jeweilige Datum solcher Beobachtungen wurde, oft über Monate hinweg, auf den Polaroids vermerkt. Anhand von systematischen Wiederholungen in der Beobachtung, Beschreibung und Motivauswahl entwickelte Ademeit ein Ordnungssystem, das selbst minimale Veränderungen seines Umfelds erfasst. Wiederkehrende Motive bilden dabei wichtige Bezugsgrößen im stetigen Versuch, eine ihm feindlich gesinnte Welt zu ordnen.
Auf den Tagesbildern arrangierte Ademeit neben den aktuellen Schlagzeilen der BILD-Zeitung Messgeräte, Briefe und Lebensmittel. Jedes der mehrere tausend Tagesbilder ist nummeriert, datiert und mit einer Mikroschrift versehen. Auch hier ergänzte Ademeit das Bild um Annotationen zu Alltagsbegebenheiten oder griff für ihn signifikante Informationen und Überschriften aus der Zeitung auf. So entstanden Zusammenhänge zwischen den Veränderungen von Innen- und Außenwelt, von privatem und öffentlichem Leben.
Seit 1999 arbeitete Horst Ademeit auch mit Digitalkameras und notierte seine Beobachtungen auf separaten Textblättern.
Die ausufernde Bestandsaufnahme Ademeits intendiert keineswegs den Beweis für die Existenz von Kältestrahlen, vielmehr zeugt sie von einer Notwendigkeit des Aufzeichnens selbst. Aus innerem Antrieb beobachtend und aufzeichnend, folgt Ademeit einer zwangsläufigen Routine, die seinen gesamten Tagesablauf bestimmte.
Ademeit hinterließ ein streng konzeptuell wirkendes Kunstwerk von immensem Umfang. Seine Beobachtungen und Dokumentationen folgen konsequent der inhärenten Logik seines Systems. Sein Werk wurde 2008 entdeckt und erstmals ausgestellt. 2010 erhielt Horst Ademeit seine erste institutionelle Ausstellung im Kunstraum White Columns, New York, USA. Ein Jahr später folgte die Einzelausstellung „Horst Admeit. Secret universe“ im  Hamburger Bahnhof in Berlin.

## Ausstellungen (Auswahl)
- 9. Mai – 25. August 2013: HEIMsuchung – Unsichere Räume in der Kunst der Gegenwart, Kunstmuseum Bonn[8]
- 7. September – 9. Dezember 2012: 30. Biennale São Paulo 2012[9]
- 13. Mai – 25. September 2011: Horst Ademeit. secret universe, Hamburger Bahnhof[2]
- 3. September – 21. Oktober 2010: Horst Ademeit, Galerie Susanne Zander, Köln[10]
- 5. März – 17. April 2010: Horst Ademeit, White Columns Art Space, New York[11]
- 1. Februar – 7. März 2009: Horst Ademeit, Galerie Susanne Zander, Köln[10]

## Filme
- ADEMEIT, England 2010, 26 min, Regie Michael Bauer und Marcus Werner Hed, White Columns, New York, USA.